# 区域列车

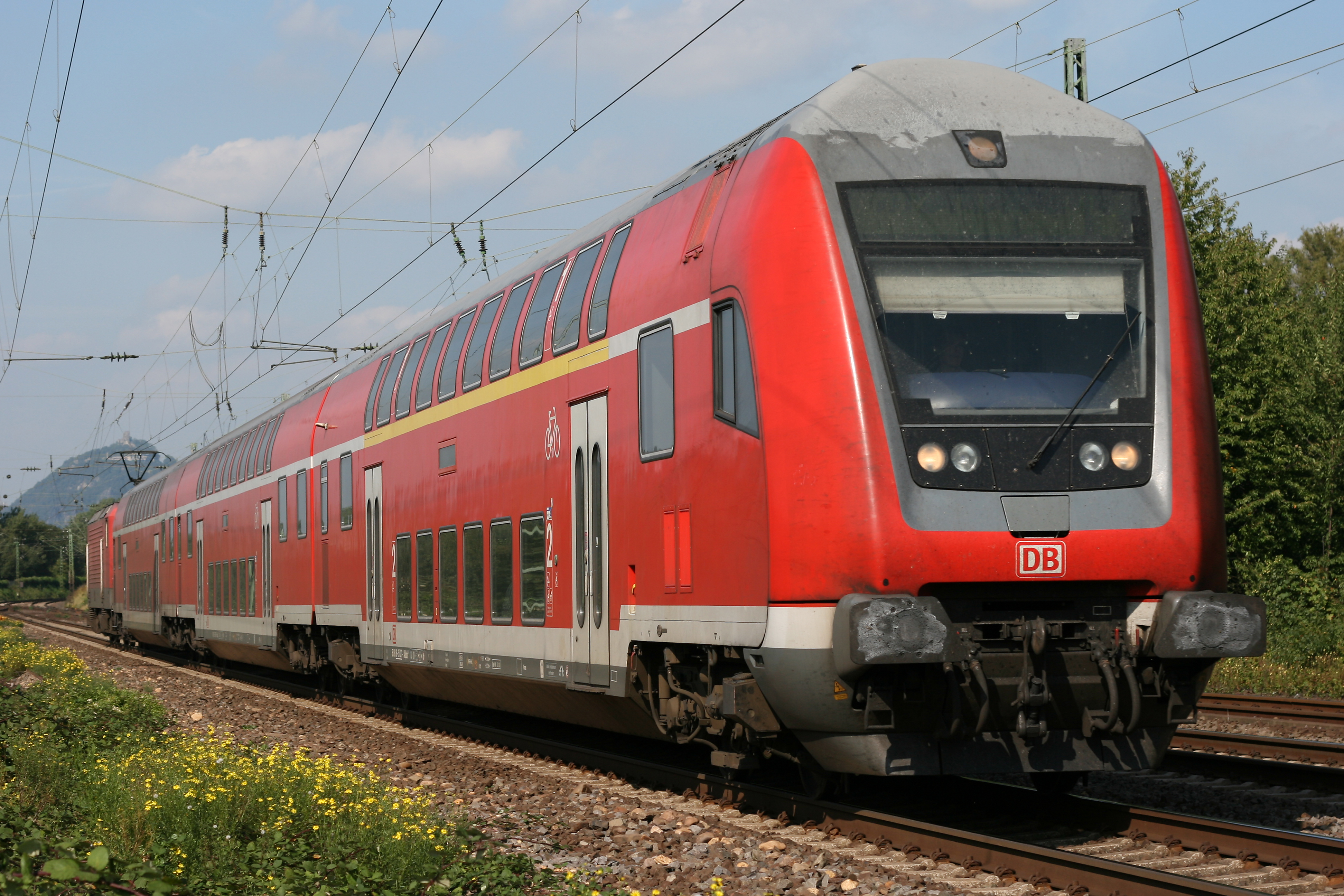
双层区域列车

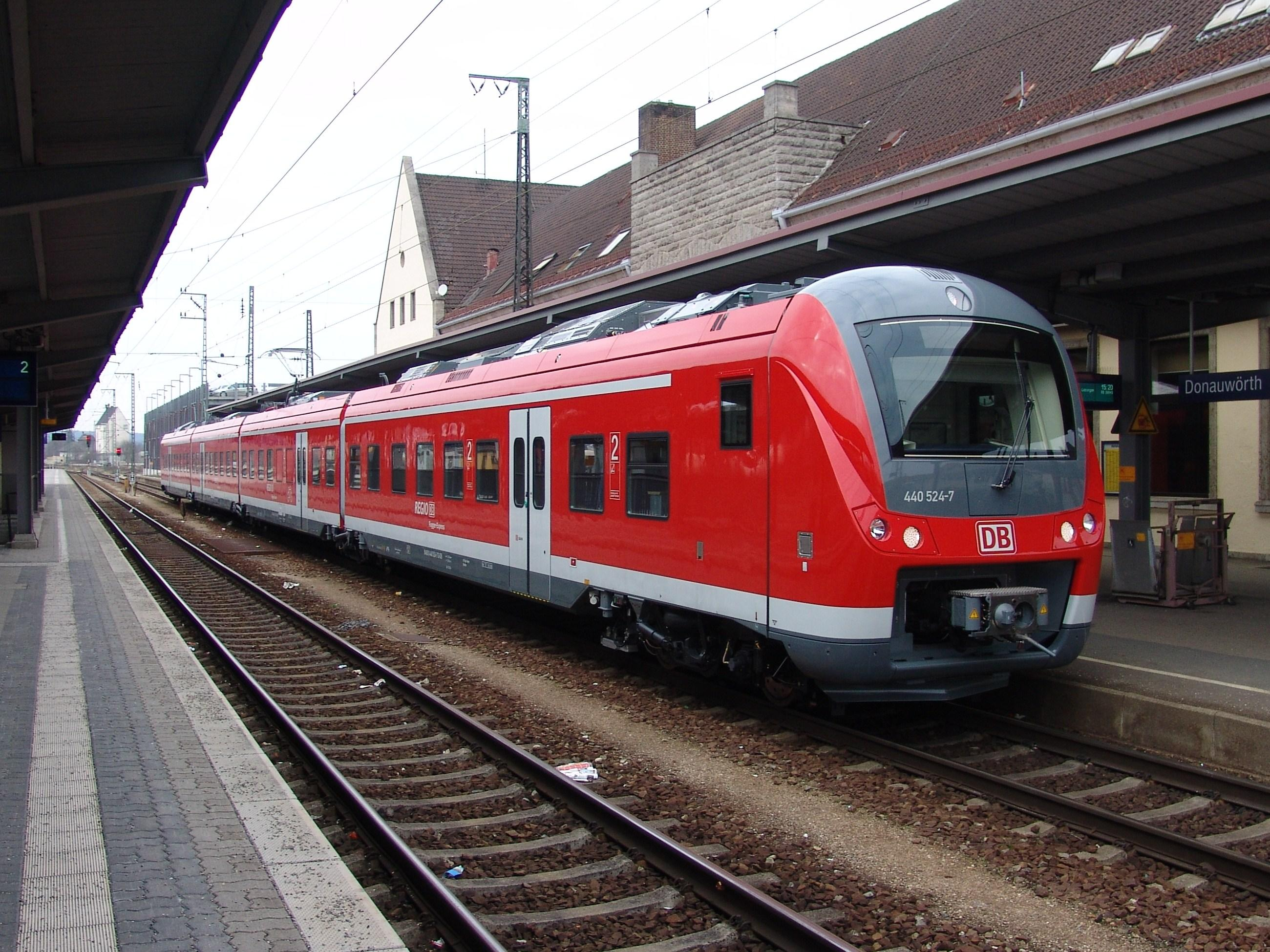
由多瑙沃斯开往奥格斯堡的区域列车

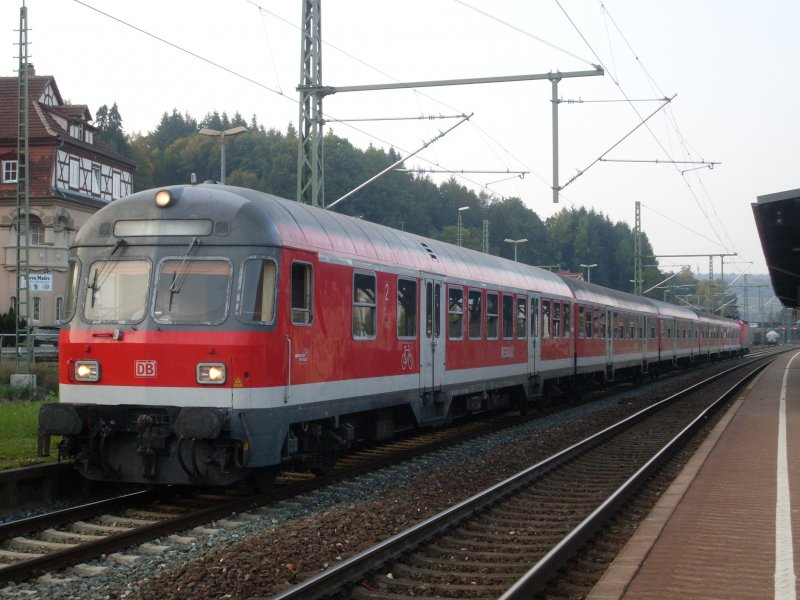
n型车厢搭配电力机车的区域列车

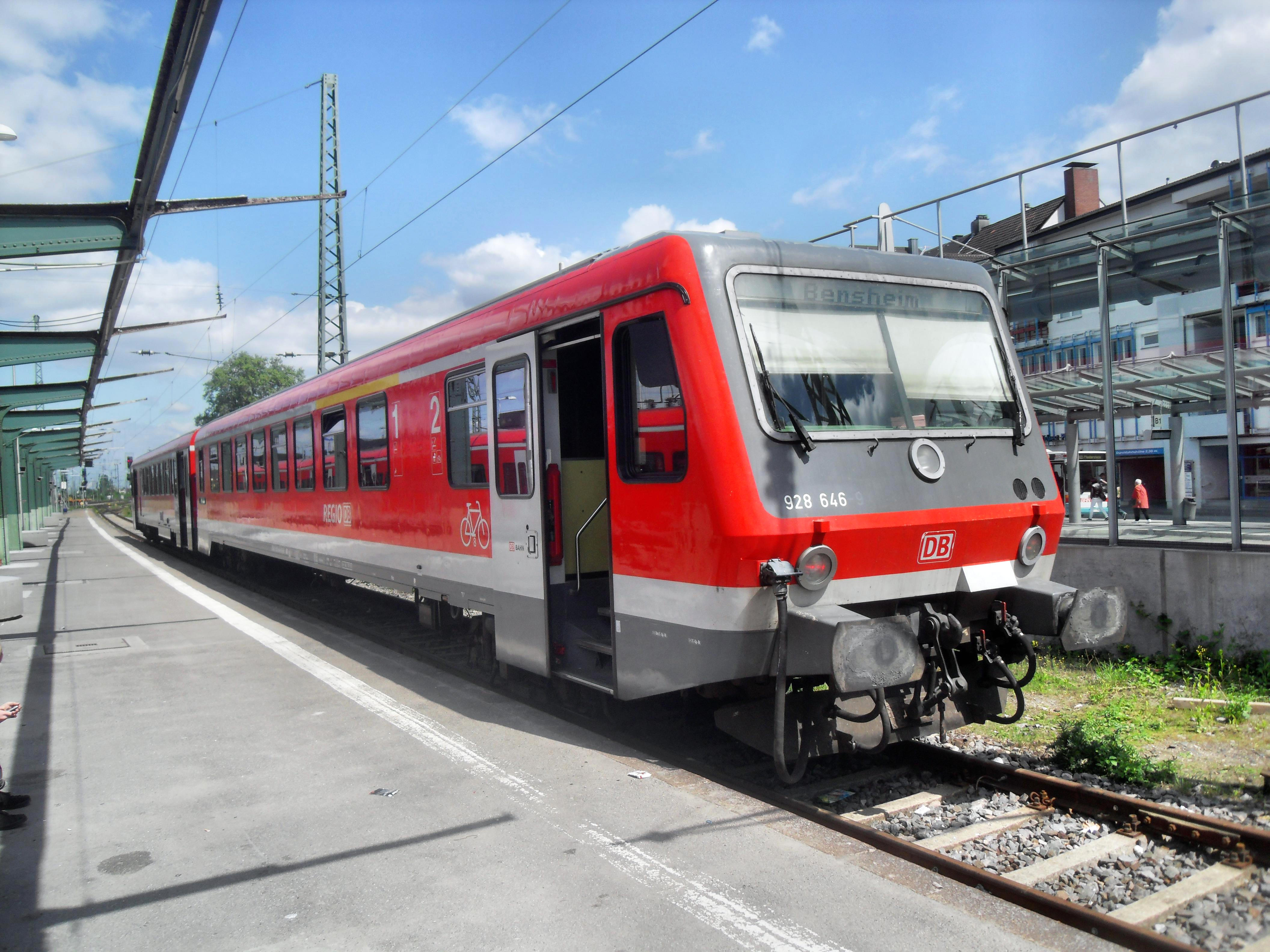
停靠于沃尔姆斯的柴联车628型

区域列车（德語：Regionalbahn，简称为），是德国铁路的一个列车类别。它的应用取代了传统的普通客车（Personenzug，简称）和短途列车（Nahverkehrszug，简称）类别。与区域快车相比，其最显著的特点在于拥有较高的停站频率以及较低的运行速度。此外它还是德国的一个法律术语，被明确定义在《一般铁路法》（Allgemeinen Eisenbahngesetz）当中。
與區域列車相似的鐵路服務包括了台灣的區間車、日本等國的普通列車。

## 历史
1980年代，德国铁路采用了全新的配色方案，并开始了对628.2型柴联车和现代化N型车厢的采购工作。短途铁路交通在此期间引入了全新的三个列车等级：区域快速列车（RegionalSchnellBahn，地区内的快速短途运输）、城市列车（CityBahn，连接地区及大型城市之间）和区域列车（地区内的短途运输）。其中，区域列车最早于1987年以现代化铁路车厢的模式首次出现在基姆高铁路中。
最初只有在定期循环运行、采用全新或经升级的铁路车辆的短途线路可以使用区域列车的类别，其余的短途列车则仍在未被明确定义的类型中继续运营。作为一个通用的缩写，一词是在德国铁路进行合并后（德国联邦铁路及德国国营铁路）开始使用。自1995年起，区域列车的使用拓展至所有的短途线路列车。

## 时间表及发车密度
区域列车通常集成在一个每小时一班以固定线路运行的综合时间表内，也有少数区域列车的发车密度为每半小时或每两小时。它们使用干线铁路的常规火车站或停车点；也与S-Bahn线路并行运营，但只停靠有较高客流量的站点。运营的目的地及其缩写、以及车次信息会在列车外部的水牌中显示。
有时，某个联邦州会将在其区域内行驶的区域列车以其它方式命名，例如由北莱茵-威斯特法伦州的科隆经科布伦茨至莱茵兰-普法尔茨州的美因茨的区域列车就被称为“中莱茵线（Mittelrheinbahn）”。

## 运营

### 支线铁路
在许多支线铁路上，区域列车是唯一提供客运服务的列车类别。近年来，这些线路大都颁发给私人铁路运营商经营，因为它们可以运营一个相对较小的车队。私人铁路运营商在与德铁区域运输（DB Regio）签订的合同中承诺，这些线路在接管后可通过现代化的运营车辆和完善的服务以增强运输能力，有些已经取得了显著的客运量增长。私人铁路运营商有时会使用自己的产品名称，以取代区域列车的名称。目前越来越多的、尤其是在乡郊地区出现的情况是，区域列车不再是每站都停，取而代之的是以招呼站的形式根据乘客的需求而作临时停靠。

### 干线铁路
在干线铁路上运营的区域列车大部分都由德铁区域运输经营。这类区域列车线路主要是与区域快车交替运行，以提高该线路中停站频率。区域列车在此可以有较长的运行距离，例如由图林根州的哈雷至艾森纳赫（相距165公里）。

## 运营车辆
区域列车所使用的车辆种类繁多。除了经过改造的n型车厢或德国国营铁路时代的同等级车厢外，还有各种类型的双层车厢搭配各种型号的电力机车，以及四节编组的425型、两节编组的426型或斯塔德勒Flirt等电联车都在承运区域列车。尤其是后者在作为区域列车时可以充分发挥自身的优势，因为它们可以在较短的停站间隔中通过强劲的加速性能实现显著的行驶时间收益。在维尔茨堡地区（美因弗兰肯铁路），以及奥格斯堡和慕尼黑附近的阿尔高-施瓦本地区，其所使用的车辆主要来自440型。
在非电气化铁路上主要以各种柴联车运营，也有少部分车辆是现代化的N型车厢与内燃机车的搭配。

## 服务与收费

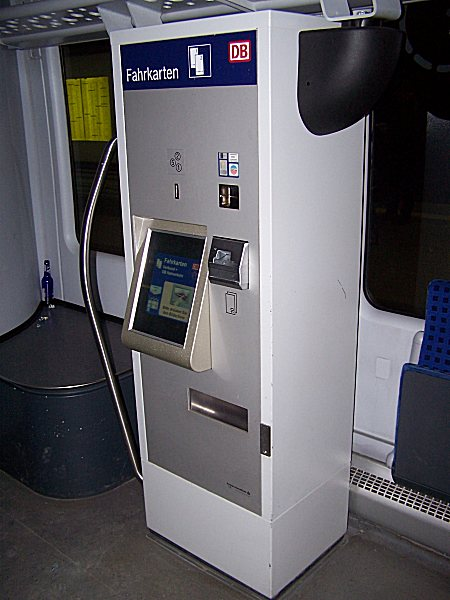
德国铁路在其所有的642型电联车中都配备的自动售票机

与长途旅客列车不同，部分区域列车在技术设备条件允许的情况下全程不设列车员。尤其是在动车组中，多数情况下只有列车长处于操纵端，为的是从驾驶室中启动和监控车门的开闭过程。在此情况下，检票工作会由列车员不定时随机上车抽检或在列车以外的检票机完成。
车票可以在部分列车上通过自动售票机购买或注销。另一方面，列车在特定条件下也允许乘客持有此前空余或已注销的车票乘车（在不具备机器校验的平台上）。在检票后补票则是不允许的，在检查中无法出示车票，即被视为逃票。